# Giovan Vettorio Soderini
Pour les articles homonymes, voir Soderini.
 (août 2019).
Si vous disposez d'ouvrages ou d'articles de référence ou si vous connaissez des sites web de qualité traitant du thème abordé ici, merci de compléter l'article en donnant les références utiles à sa vérifiabilité et en les liant à la section « Notes et références ».
Giovan Vettorio Soderini (né en 1526 à Florence et mort le 3 mars 1596 à Volterra) est un agronome florentin du XVIe siècle.

## Biographie
Giovan Vettorio Soderini étudia la philosophie et le droit à l’université de Bologne. De retour en Toscane, il s’exprima sans réserve contre les Médicis et trempa même dans un complot qui avait pour but de leur arracher le pouvoir. Condamné par le conseil des Huit à perdre la tête sur l’échafaud, il dut son salut à la générosité de Ferdinand Ier, qui l’exila à vie dans sa terre de Cedri, près de Volterra. Soderini se consacra à l’étude de l’agriculture.

## Traité sur la culture de la vigne
Son Traité sur la culture de la vigne, que les académiciens de la Crusca ont mis au nombre des Testi di lingua, contient, sur les vignobles ainsi que sur l’art de fabriquer et de conserver les vins, plusieurs préceptes de viticulture, mais aussi d’œnologie. Soderini accorde un grand rôle aux astres : il recommande par exemple de faire les vendanges quand la lune est dans tel signe et en décroissance, car « si l’on recueille alors moins de vin, au moins est-on sûr de sa qualité et de sa conservation ».
Ce livre est intitulé Trattato della coltivazione delle viti, e del frutto che se ne puô cavare, Florence, Filippo Giunti, 1600, in-4°. C’est un traité de viticulture. L’ouvrage est dédié par l’éditeur Giunti à Luigi Alamanni, qui est sans doute le fils du célèbre poète florentin auteur de la Coltivazione. Il parut pour la première fois accompagné d’un autre traité sur le même sujet, de Bernardo Davanzati, et de l’apologie du melon (popone), par Giachini. Celui de Soderini fut réimprimé séparément, par Manni, ibid., 1734, in-4°, avec quelques renseignements sur la vie de l’auteur, qui mourut le 3 mars 1596.

## Autres ouvrages
Ses autres ouvrages sont : 
1. Breve descrizione della pompa funerale fatta nelle essequie del gran duca Francesco Medici, ibid., 1587, in-4° ;
2. Trattato di agricoltura, ibid., 1811, in-4° ;
3. Della coltura degli orti e giardini, ibid, 1814, in-4° ;
4. Trattato degli alberi, ibid., 1817, in-4°. Les trois derniers traités ont été extraits des manuscrits inédits conservés à la Bibliothèque Magliabechiana, en 4 volumes in-fol. Voir, pour d’autres renseignements, la notice de Manni, et Poggiali : Serie dei testi di lingua, t. 1, p. 366, et t. 2, p. 72.